# Olympe de Clos-Renault
Olympe de Clos-Renault est un personnage de fiction créé par la romancière Annie Jay. Elle est l'héroïne du roman À la poursuite d'Olympe.

## Famille et amis

### Famille
Olympe nait en 1666. Elle perd sa mère, dont le nom est inconnu, en 1679. Celle-ci était une précieuse et a fait enseigner à sa fille le latin et le grec. À la mort de sa mère, Olympe est envoyée au couvent des Visitandines, où elle reste jusqu'à la fin du mois de septembre 1682.

Son père, Augustin de Clos-Renault, se remarie à une jeune veuve, Émilie. Conseiller au Parlement, il est très influent. Il est aussi très dévoué à Louis XIV.

Émilie de Clos-Renault, la belle-mère d'Olympe, complote contre le roi et espère parvenir à ses fins grâce à la position de son mari. Elle parvient ainsi à se faire offrir les bijoux de la première Madame de Clos-Renault, qui lui permettraient de financer son complot si par malchance Olympe ne s'enfuyait pas avec.
Le roman mentionne aussi la grand-mère maternelle d'Olympe, son grand-père paternel, Charles de Clos-Renault, qui a combattu contre le Roi pendant la Fronde et ses deux frères, Henri et Charles, nés et décédés avant elle.

### Amis
Au couvent, Olympe fait la connaissance de plusieurs jeunes filles qui se donnent comme surnoms les noms des Muses: Olympe est nommée Thalie, Victoire Uranie, Béatrice d'Oseraie Calliope et Elisabeth de Coucy Clio.
Chez les Clos-Renault, c'est la lingère, Zélie, qui aide Olympe à s'enfuir.
Durant son séjour à Paris, Olympe fait la connaissance des Popin, une famille de chapeliers, et de plusieurs lavandières. À Versailles, elle rencontre Pauline de Saint-Béryl, Thomas de Pontfavier et Silvère Galéas des Réaux.

## Dans le roman
En septembre 1682, Olympe, qui souhaite fuir le couvent depuis bien longtemps, découvre que sa mère, Émilie, complote contre le roi. Elle s'enfuit avec les bijoux de famille et, à l'aide d'une domestique, trouve refuge chez les Popin, des chapeliers. Le fils de la famille, Nicolas Popin, devient son principal allié quand elle décide d'en savoir plus sur les comploteurs. Changeant d'identité au fil des évènements, elle devient lavandière et peut dès lors compter sur Marianne Archer, la petite amie de Nicolas. Elle tombe amoureuse de Lambert Frémont de Croisselle, un jeune homme qui côtoie Gabriel Nicolas de La Reynie, le lieutenant-général de police, et devient à son tour un allié de la jeune fille en fuite. À la Cour, ce sont Elisabeth de Coucy et Thomas de Pontfavier qui l'aideront.
Olympe apparaît dans le roman comme une jeune fille sans préjugés, ne faisant aucune différence entre gens de la noblesse et du peuple.

## Description
Olympe de Clos-Renault est décrite comme étant une très belle jeune fille de seize ans en 1682, mince et élancée, à la taille fine, aux long cheveux blond vénitien, aux yeux noir et au teint de lait.